# Metlobo
Metlobo – wieś w Botswanie w dystrykcie Southern. Według spisu ludności z 2011 roku wieś liczyła 891 mieszkańców.